# Joseph-Marcellin Combette
Joseph-Marcellin Combette, né le 26 avril 1770 à Nozeroy et mort le 20 mai 1840 à Poligny, est un peintre français.

## Biographie

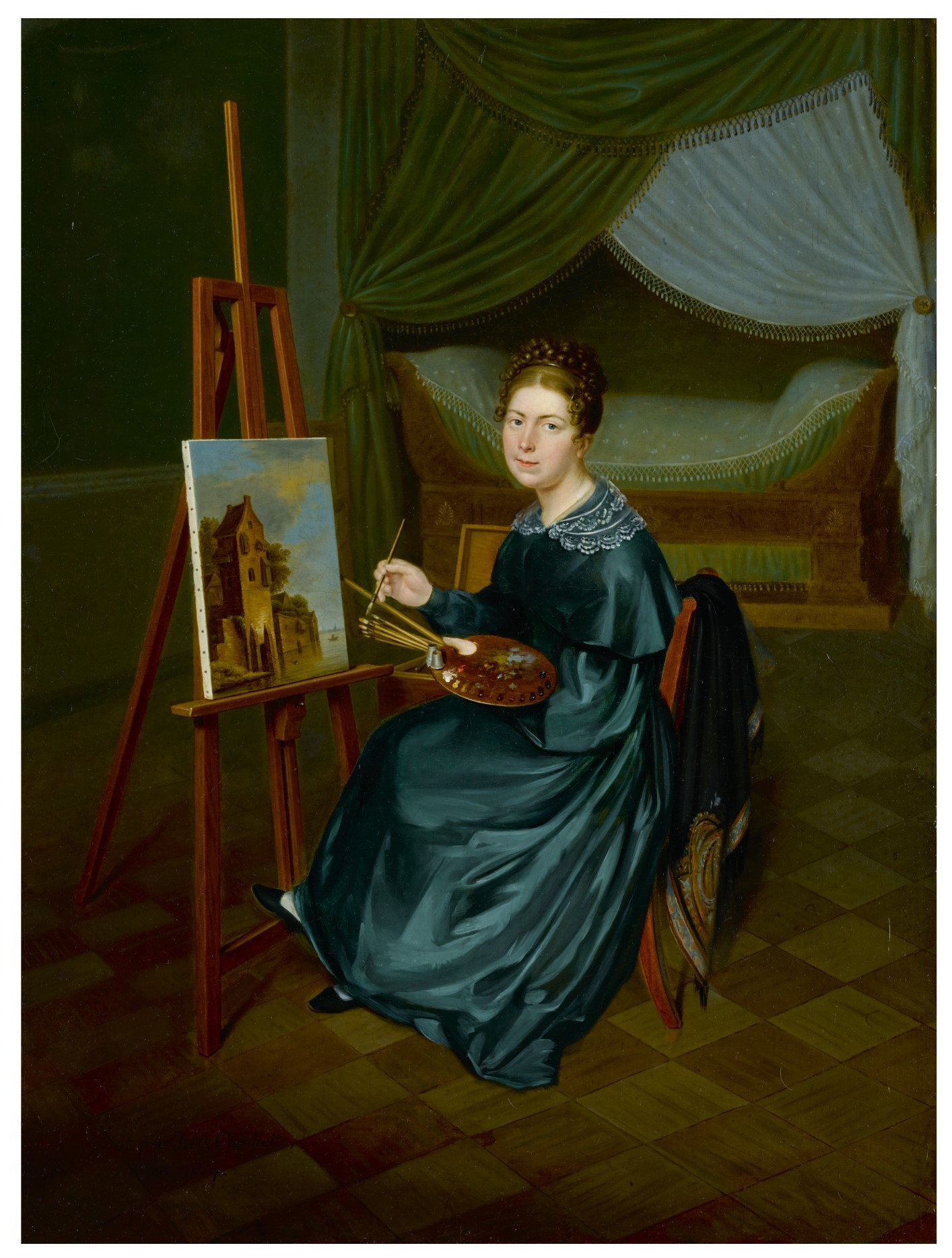
Portrait de la femme de l'artiste, Mme Combette, 1814.

Joseph-Marcellin Combette est le fils de Jean Baptiste Donnat Combette, cordonnier, et de Jeanne Antoine Denise Michaux.
Élève de Johann Melchior Wyrsch à Besançon, puis de Claude Dejoux à Paris, il expose au Salon à partir de 1800.
En 1804, il occupe le poste de professeur de dessin à Poligny.
Peintre d'histoire, il réalise également de nombreux portraits puis se consacre aux tableaux d’église.
En 1816, il épouse à Pupillin en secondes noces, Louise Eulalie Micart, également peintre.
Il compte parmi ses élèves Laurent Amaudru (1799-1860) et Alphonse-Alexandre Arson (1822-1895).
Il meurt à Poligny à l'âge de 70 ans.